# 애플에 대한 비판
애플은 세계적인 기술 혁신 기업으로 널리 알려져 있지만, 동시에 여러 비판과 논란에 직면해 있다고 한다. 주요 비판 분야는 노동 환경,반독점 및 반경쟁 행위, 지적 재산권 문제, 폐쇄적인 생태계 운영, 기업 문화의 비밀주의, 환경 문제등이라고 한다. 애플의 윤리 경영과 소비자 정책에 대한 논란도 끊이지 않고 있다고 한다.

## 노동 관행에 대한 비판

### 하청 제조업체의 노동 환경

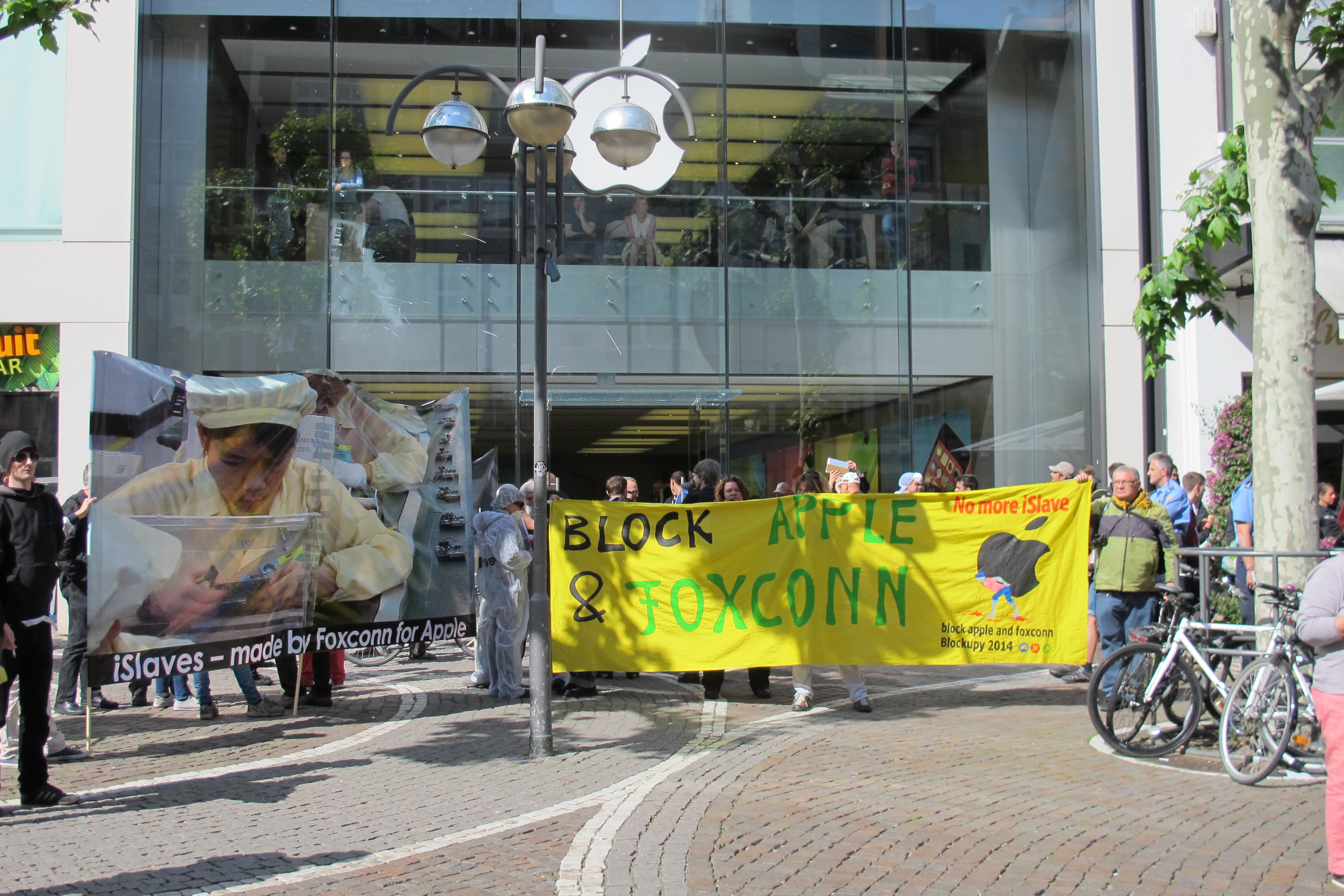

애플은 제품 생산을 위해 중국  등 여러 국가의 하청 제조업체에 의존하고 있으며, 폭스콘(Foxconn), 페가트론(Pegatron), 럭스웨어(Luxshare) 등에서 심각한 노동 문제들이 보고되었다. 특히 중국에 있는 애플 협력업체 공장들에서는 열악한 근무 환경과 너무 긴 근무 시간 등 노동권 침해 문제들이 꾸준히 제기되고 있다.
과거 폭스콘 공장에서는 열악한 환경과 장시간 노동으로 인해 안타까운 사건들이 발생하며 큰 비판을 받은 바 있다. 2010년 폭스콘 공장에서 다수의 근로자가 스스로 목숨을 끊은 사건은 애플의 공급망 관리 실태에 대한 비판의 목소리를 높였다. 애플 공급망에 대한 감사 결과에서 일부 공장들이 근로자에게 적절한 보상을 하지 않거나 안전 및 환경 규정을 지키지 않고 미성년자를 고용했다는 지적도 있었다.
페가트론 공장에서도 미성년자 고용 및 초과 근무 문제가 불거졌고, 근로자들의 제대로 된 휴식 시간이 보장되지 않는다는 비판도 있었다. 애플은 이러한 비판에 대해 공급망 감시에 한계가 있다고 주장하기도 한다. 심지어 코발트 배터리 생산 과정에서는 아동 노동 착취 문제까지 제기되며 인권 침해 논란이 일기도 했다. 애플의 윤리적 책임에 대한 질문이 계속해서 나오고 있다. 일부 연구에서는 애플의 생산량 증대를 위한 폭스콘 공급업체들의 노력이 강제 노동으로 이어질 수 있다고 지적하기도 한다.
애플과 협력업체들은 수요를 맞추기 위해 근로자들에게 장시간 노동을 요구하는 경우가 많지만, 제품 가격에서 인건비가 차지하는 비중은 매우 작다는 분석이 있다. 책임 있는 광물 이니셔티브(RMI)와 같은 노력에도 불구하고, 광산에서의 노동 조건 개선이 미미하다는 비판도 제기된다.
2020년 호주 전략 정책 연구소의 보고서는 애플을 강제 위구르 노동을 통해 "잠재적으로 직간접적으로 이익을 얻고 있는" 기업으로 분류하기도 했다. 또한, 2020년 애플 로비스트들이 중국 신장 위구르 자치구의 강제 노동을 금지하는 미국 법안(위구르 강제 노동 방지법)을 약화시키려 했다는 보도도 있었다.

### 직장 내 성희롱 및 노동자 권리
애플의 사내 및 리테일 스토어 근무 환경에서도 비판이 이어지고 있다. 2021년, 애플 직원들은 성희롱 신고가 제대로 처리되지 않고 피해자 보호가 미흡하다는 내부 고발을 하기도 했다. 또한, 회사가 직원들 간의 임금 정보 공유를 막아 노동조합결성 등 노동자의 단결권을 저해하려 한다는 비판도 있었다.

### 갈등 광물 및 코발트 공급업체 문제
스마트폰 배터리에 필수적인 코발트 채굴 과정에서도 심각한 문제가 있다. 콩고민주공화국(DRC)의 코발트 광산에서 아동 노동이 발생하고 있다는 국제앰네스티 보고서가 있었고, 이는 애플을 포함한 여러 기술 기업들과 연결되었다. 아동 노동 피해자들은 애플 등 여러 기술 기업을 상대로 소송을 제기했지만, 미국 연방 항소 법원은 절차상의 이유로 이 소송을 기각했다.
애플은 콩고의 코발트 공급업체에서 아동 노동 등 열악한 조건 문제가 지속되자, 수작업으로 채굴된 코발트 구매를 일시적으로 중단했다고 밝히기도 했다. 콩고 정부는 2024년에 애플에 대해 법적 조치를 취하겠다고 위협하기도 했으며, 나중에 애플을 분쟁 지역과 연결하는 증거가 있다고 주장했다.

## 반독점 및 반경쟁 행위

### 독점 의혹 및 법적 대응
애플은 앱스토어(App Store)를 통해 모바일 앱 시장에서 강력한 영향력을 행사하며 독점 논란의 중심에 서 있다. 2024년, 미국 법무부(DoJ)는 애플을 상대로 반독점 소송을 제기했으며, 이는 과거 마이크로소프트 반독점 소송과 비교될 정도라고 한다. 법무부는 애플이 자사의 스마트폰 시장을 독점하고 있으며, 소비자들이 다른 소프트웨어나 하드웨어로 쉽게 전환하지 못하게 만든다고 지적했다. 유럽연합(EU)에서도 디지털 시장법에 따라 애플의 앱스토어 정책을 문제 삼고 있으며, 경쟁사 앱 차별이나 높은 수수료 부과가 공정 경쟁을 해친다는 입장을 보이고 있다. 애플은 이미 유럽, 일본, 한국 등 여러 지역에서 반독점 조사와 명령을 받은 적이 있다. 대체 결제 수단 접근을 제한하는 것에 대한 법원의 명령을 어겨 법정 모독죄에 처해지기도 했다.

### 노동자 이탈 방지 협약
과거 애플을 포함한 구글(Google), 인텔(Intel}), 어도비(Adobe Inc.) 등 주요 IT 기업들이 직원들의 이직을 제한하는 이른바 '노동자 빼가기 금지 협약(no-poaching pact)'을 맺었다가 소송에 휘말린 적이 있다. 결국 2015년에 4억 1500만 달러의 합의금을 지급해야 했다. 이러한 협약은 직원들이 더 좋은 조건을 찾아 옮겨가는 것을 막고 업계 내 경쟁을 제한하는 행위로 비판받았다.

## 지적 재산권 집행
애플은 자사의 지적 재산권을 보호하기 위해 매우 적극적인 법적 대응을 해왔는데, 이 과정에서 중소기업이나 개인 사업자들을 상대로 한 소송들이 논란이 되기도 했다. 애플 로고나 브랜드명(Brand)에 대해 강력하게 상표권을 주장하며, 작은 사업체나 교육 기관까지도 소송 대상으로 삼는 사례들이 있었다.

## 폐쇄적 생태계 운영

### 수리 제한 정책
애플은 자사 기기를 수리하기 어렵게 만드는 정책으로 '수리할 권리(Right to Repair)' 운동을 촉발시킨 주된 원인 중 하나이다. 맞춤형 부품이나 소프트웨어 잠금 장치를 사용해서 소비자가 직접 고치거나 사설 수리점을 이용하기 어렵게 만들고, 공식 서비스 외에는 부품을 잘 제공하지 않는다는 비판을 받고 있다.

### 콘텐츠 검열 및 유통 독점
애플의 앱스토어는 애플이 직접 앱 콘텐츠를 검열하고 판매 가격 정책까지 결정하는 매우 폐쇄적인 플랫폼이다. 이는 독립 개발자나 경쟁사 앱들에게 불리한 환경을 만들 수 있다는 비판이 있다. 애플이 자사 서비스에 유리하도록 정책을 운영하며 경쟁사의 서비스를 제한하는 사례들이 보고되기도 했다.

## 환경 문제
애플은 환경 보호를 위해 탄소 중립이나 재생 에너지 사용 확대를 약속하고 있지만, 전자 폐기물(E-Waste) 문제와 공급망에서의 환경 발자국에 대한 비판도 받고 있다. 특히 제품의 수리 가능성을 제한해서 소비자들이 새 제품을 더 자주 사게 유도하는 정책이 환경 단체들로부터 비판받고 있다. 애플은 2015년 이후 온실가스 배출량을 55% 이상 줄였다고 발표하기도 했지만, 여전히 제조 과정에서 발생하는 탄소 배출량이 전체의 상당 부분을 차지하고 있다고 한다. 애플의 공급업체들이 탄소 배출이 많은 국가에 집중되어 있다는 점도 문제로 지적되기도 한다. 일부에서는 애플의 태양광 프로젝트 등이 자사 스토어와 사무실 운영에 필요한 에너지 탄소 발자국을 상쇄한다고 평가하기도 한다.

## 데이터 프라이버시, 투명성 및 공정 사용

### 디바이스 스캐닝 및 녹음
2019년, 애플의 하청 직원이 시리(Siri) 음성 인식 데이터를 통해 사용자들의 민감한 정보가 동의 없이 녹음되고 있다고 폭로하며 큰 파장을 일으켰다. 애플은 2020년에 사과하고 관련 프로그램을 중단했지만, 개인정보 침해 논란은 계속되었다. 결국 2025년에는 이 사건 관련 집단 소송에서 9,500만 미국 달러의 합의금을 지급하기도 했다고 한다.
2022년에는 아동 성착취물 탐지를 위해 아이클라우드(iCloud) 사진을 스캔하겠다는 계획을 발표했다가 사용자들의 프라이버시 침해 우려로 철회한 적도 있다.

## 마케팅
2024년 7월, 태국 방콕에서 촬영된 광고 단편 영화 'The Underdogs: Out of Office'가 태국을 낙후되고 고정관념에 박힌 국가로 묘사했다는 비판을 받았다. 애플 제품이 해외 비즈니스에 어떻게 활용되는지를 보여주려 했던 광고였지만, 현지인들과 외국인 모두에게서 비판이 쏟아졌다. 결국 애플은 사과하고 해당 광고를 유튜브에서 내렸다고 한다.

## 세금
애플은 다국적 기업들이 활용하는 '더블 아이리시 위드 어 더치 샌드위치(Double Irish with a Dutch Sandwich)' 같은 조세 회피 전략을 사용해서 아일랜드, 네덜란드, 버진아일랜드 등에 자회사를 세우고 세금을 절감했다는 비판을 받아왔다. 유럽연합 집행위원회와 10년간의 긴 싸움 끝에, 2024년 9월 유럽 사법 재판소는 애플이 아일랜드 정부에 143억 유로(약 143억 달러)의 세금을 환급해야 한다고 판결했다.

## 애플에 대한 비판: 기술 설계, 정보 통제, 다양성, 검열
애플 Inc.는 혁신적인 기술과 디자인으로 세계적인 명성을 얻었지만, 그 이면에는 수리 불가능한 설계, 언론 통제, 다양성 부족, 권위주의 국가와의 협력 등 여러 비판이 존재한다고 한다. 이 문서는 이러한 비판들을 정리하고, 관련 사례와 참고 문헌을 통해 검증 가능한 정보를 제공한다.

## 기술적 설계 및 제품 수명에 대한 비판

### 수리 불가능한 설계 및 제품 폐기
애플 제품은 정교하고 세련된 디자인으로 유명하지만, 이러한 설계가 수리를 어렵게 만든다는 점에서 비판을 받아왔다. MacBook, iPhone 등의 주요 제품들은 부품이 납땜 처리되어 있거나 접착제로 고정되어 있어 배터리 교체나 업그레이드가 사실상 불가능한 경우가 많다. 특히 Retina 디스플레이를 탑재한 MacBook Pro 모델은 메모리가 메인보드에 납땜되어 있으며, SSD 역시 탈착이 불가능하다. 이로 인해 사용자는 고장이 발생하면 전체 기기를 교체하거나 애플 공인 수리점에서 고가의 수리 서비스를 받아야 한다.
이러한 정책은 ‘계획적 노후화(Planned Obsolescence)’라는 비판으로 이어졌으며, 환경단체와 소비자 단체들로부터 강한 반발을 불러왔다. 실제로 이탈리아 경쟁청은 2018년, 애플이 기기의 성능을 의도적으로 제한함으로써 소비자로 하여금 신형 기기를 구매하게 만들었다는 이유로 벌금을 부과했다.

## 언론 대응 및 정보 유출에 대한 대응 방식

### 내부 정보 통제와 통제된 유출 전략
애플은 언론 대응에 있어서도 이례적으로 강한 통제 전략을 구사한다. 신제품 출시 전 정보 유출을 방지하기 위해 직원들에게 NDA(비밀유지계약)를 강력하게 요구하며, 유출자에 대해서는 징계 또는 법적 조치를 가한다. 2017년, 애플은 내부 메모를 통해 "정보를 유출하는 직원은 이곳에 있을 자격이 없다"고 경고한 바 있으며, 실제로 일부 직원은 소셜미디어나 기자와의 접촉 사실이 밝혀지며 해고되었다.
일부 언론은 애플이 언론사나 기자에게도 정보를 차등적으로 제공하며, 비판적 보도를 자제시키는 방식을 활용한다고 주장해 왔다. 'Apple PR Machine'이라는 표현이 등장할 정도로 언론 통제 방식은 강력하며, 제품 관련 보도는 애플이 승인한 정보에 근거해야만 취재 접근이 가능하다는 보도도 존재한다.

## 고용 다양성과 포용성 문제

### 성별 및 인종 다양성 부족
애플은 다양성과 포용성(DEI, Diversity, Equity, Inclusion)에서 업계 평균 이상의 평가를 받고 있음에도 불구하고, 여전히 여러 분야에서 개선이 필요하다는 지적을 받고 있다. 특히, 기술직과 임원급에서는 여성과 흑인, 히스패닉 인력의 비율이 현저히 낮은 편이다.
2014년~2021년 사이 애플이 발표한 다양성 보고서에 따르면, 전체 직원 중 여성은 약 30%, 기술직 여성은 23%에 불과했다. 최고경영진(Executives)에서 여성과 유색인종의 비율은 한 자릿수에 머물러 있는 것으로 보고되었다. 이와 더불어, 애플 내부에서 성차별, 임금 격차, 승진 기회 차별에 대한 문제 제기가 지속적으로 이뤄졌으며, 2021년에는 ‘#AppleToo’라는 내부 고발 캠페인이 직원들 주도로 시작되어 언론의 주목을 받았다. 이후 애플은 일부 정책을 수정하고 비밀유지 조항을 완화하였지만, 실질적인 구조 개선이 필요하다는 요구는 지속되고 있다.

## 정보 보안 및 기기 유출 대응

### 유출된 기기 회수 작전
애플은 신제품 시제품(Prototype)이 유출되는 것을 막기 위해 사설 탐정 고용, 경찰 협력 등 강도 높은 대응을 취한 전력이 있다. 2010년과 2011년 사이, iPhone 4, iPhone 5의 프로토타입이 실종된 사건이 발생했으며, 애플은 사설 보안 인력을 동원해 소유권을 주장하고, 심지어 경찰 신분을 사칭해 수색을 벌였다는 의혹도 제기되었다.
이러한 방식은 표현의 자유 및 프레스 자유와 충돌하며 언론단체와 시민단체의 비판을 받아왔다. 또한 법적 테두리를 넘나드는 애플의 행위가 기업의 권력 남용이라는 평가도 함께 따라왔다.

## 감시 기술과 권위주의 국가와의 관계

### 중국, 러시아 등에서의 검열 협력
애플은 자국 및 해외 정부의 요구에 따라 일부 콘텐츠를 검열하거나 앱을 제거한 사례가 있다. 특히 중국, 홍콩, 러시아 등의 권위주의 정부가 애플에 압력을 행사하거나 검열을 요청하는 경우, 애플이 그 요구를 수용했다는 보도가 수차례 있었다.
예를 들어, 2019년 홍콩 민주화 시위 당시 애플은 경찰 위치를 공유하는 앱을 앱스토어에서 삭제했으며, 중국 정부의 요청이라는 해명이 있었다. 또한 중국 시장에서는 뉴스 앱, 팟캐스트, VPN 앱 등이 검열되어 다운로드가 제한되었으며, 이는 표현의 자유 침해로 이어졌다는 국제인권단체의 비판을 받았다.
러시아에서도 애플은 정부의 요청에 따라 독립 언론 앱과 VPN 서비스를 앱스토어에서 제거한 바 있으며, 이는 국제 기준에 부합하지 않는 검열이라는 비판을 받고 있다.

## 최신 논란 및 2024~2025년 비판 주제 추가

### 인공지능(AI) 관련 논란
2024년, 애플은 자사 기기에서 생성형 인공지능 서비스(Apple Intelligence)를 도입한다고 발표했다. 하지만 학습 데이터의 투명성 부족, 저작권 침해 우려, 아티스트와 언론사에 대한 사전 협의 부재 등으로 비판을 받았다. 애플은 자체 크롤러(AppleBot)를 통해 "공개 데이터"만 수집한다고 밝혔으나, 실제로는 데이터 소유자에게 opt-out(로봇 배제 표준) 책임을 전가한다는 점이 논란이 됐다.
또한 2025년 상반기, 애플의 AI 뉴스 요약 및 알림 기능이 부정확하거나 오해를 불러일으키는 정보를 제공해, 영국 언론노조와 국경없는기자회 등으로부터 "통제 불능" 및 "가짜뉴스 위험"이라는 비판을 받았다.
애플이 OpenAI와의 제휴를 통해 ChatGPT를 시리(Siri)에 통합하겠다고 발표했을 때에도, 소비자 데이터의 활용 범위와 개인정보 보호에 대한 우려가 제기됐다.

### 광고 및 마케팅 논란
2024년, 애플은 iPad Pro 광고에서 예술 도구와 악기 등을 유압 프레스로 파괴하는 장면을 연출해 "디스토피아적"이라는 비판을 받았고, 아티스트와 소비자 반발로 공식 사과했다.

### 기능 표절 및 개발자 생태계 논란
2024~2025년, 애플은 iOS와 macOS의 여러 신기능(예: 통화 녹음, 캘린더, 사진 분류 등)이 기존 인기 앱의 아이디어를 모방했다는 '셔록킹(Sherlocking)' 논란에 다시 휩싸였다.
개발자들은 애플이 앱스토어 정책과 플랫폼 권한을 이용해 경쟁 앱을 배제하거나, 자체 기능에 통합해 시장 기회를 박탈한다고 주장한다.

### 반독점·법원 명령 불이행
2024~2025년, 애플은 미국과 유럽연합에서 앱스토어 독점 및 외부 결제 제한과 관련해 잇따라 법원 명령과 규제 당국의 시정 명령을 받았다.
특히 미국에서는 외부 결제 링크 허용 명령을 우회하기 위해 27%의 높은 수수료를 부과해, 법원과의 갈등이 심화됐고, 유럽에서는 디지털시장법(DMA) 위반으로 거액의 벌금과 추가 조사를 받고 있다.

### 기술 혁신 지연 및 AI 경쟁력 우려
2025년, 애플의 Siri 및 AI 서비스가 경쟁사 대비 뒤처지고 있다는 평가와 함께, 내부적으로도 AI 인력 이탈과 혁신 정체에 대한 우려가 커지고 있다.

## 참고 문헌
1. ↑  Apple Fandom. Criticism of Apple. https://apple.fandom.com/wiki/Criticism_of_Apple
2. 1 2  The Verge. "DOJ sues Apple for smartphone monopoly." https://www.theverge.com/24107581/doj-v-apple-antitrust-monoply-news-updates
3. ↑  NPR. "A look at the DOJ's lawsuit against Apple." https://www.npr.org/2024/09/20/nx-s1-5119948/a-look-at-the-dojs-lawsuit-against-apple-for-violating-antitrust-laws
4. ↑  U.S. Department of Justice. "Justice Department sues Apple for monopolizing smartphone markets." https://www.justice.gov/archives/opa/pr/justice-department-sues-apple-monopolizing-smartphone-markets
5. ↑  Reuters. "US takes Apple to court in antitrust case." https://www.reuters.com/legal/us-takes-apple-antitrust-lawsuit-2024-03-21/
6. ↑  TechTarget. "Contempt order worsens Apple’s antitrust woes." https://www.techtarget.com/searchcio/news/366623650/Contempt-order-worsens-Apples-antitrust-woes
7. ↑  Apple Newsroom. "Apple cuts greenhouse emissions in half." https://www.apple.com/newsroom/2024/04/apple-cuts-greenhouse-emissions-in-half/
8. ↑  Karma Wallet. "Apple's sustainability: the good and the bad." https://karmawallet.io/blog/2023/06/apples-sustainability-the-good-the-bad/
9. ↑  Bloomberg. "Apple’s supply chain and climate impact." https://www.bloomberg.com/graphics/2023-opinion-apple-supply-chain-climate-change/
10. ↑  Apple Environment. "Apple Environment Programs." https://www.apple.com/environment/
11. ↑  TRT World. "Top EU court orders Apple to pay €13 billion in back taxes to Ireland." https://www.trtworld.com/europe/top-eu-court-orders-apple-to-pay-13-billion-in-back-taxes-to-ireland-19644005
12. ↑  Politico. "Italy fines Apple and Samsung over planned obsolescence." https://www.politico.eu/article/italy-fines-apple-and-samsung-over-planned-obsolescence/
13. ↑  The Verge. "Apple warns leakers in internal memo." https://www.theverge.com/2018/4/13/17234878/apple-leaks-email-threaten-termination-arrests
14. ↑  Columbia Journalism Review. "Apple secrecy and media relations." https://www.cjr.org/the_media_today/apple_gizmodo_secrecy.php
15. ↑  Apple. "Apple Diversity and Inclusion Report." https://www.apple.com/diversity/
16. ↑  New York Times. "Leader of AppleToo movement fired." https://www.nytimes.com/2021/10/15/technology/apple-too-leader-fired.html
17. ↑  Wired. "Apple and police involved in missing iPhone case." https://www.wired.com/2010/09/apple-police-missing-iphone/
18. ↑  Gizmodo. "Apple Gestapo: how Apple hunts down leaks." https://gizmodo.com/apple-gestapo-how-apple-hunts-down-leaks-5433914
19. ↑  Wired. "Apple, China and app censorship." https://www.wired.com/story/apple-china-censorship-apps-flag/
20. ↑  Reporters Without Borders. "Apple’s complicity in Russian censorship." https://rsf.org/en/apple-s-complicity-russian-censorship-rsf-calls-tech-giant-refuse-compliance-regulators-do-not
21. ↑  BBC. "Apple urged to withdraw 'out of control' AI news alerts." https://www.bbc.com/news/articles/cge93de21n0o
22. 1 2  CNN. "Apple is having a rough 2025 so far. But it's not all doom and gloom." https://edition.cnn.com/2025/03/19/tech/apple-iphone-siri-delay
23. ↑  NPR. "Critics say many of Apple's new iPhone features were copied from other popular apps." https://www.npr.org/2024/06/17/nx-s1-5006556/critics-say-many-of-apples-new-iphone-features-were-copied-from-other-popular-apps
24. ↑  The New York Times. "How Apple Created a Legal Mess When It Skirted Judge's Ruling." https://www.nytimes.com/2025/05/09/technology/apple-app-store-antitrust.html